# G.I. Joe: Атака Кобри 2
«G.I. Joe: Атака Кобри 2» (оригінальна назва англ. G.I. Joe: Retaliation, дослівно укр. G.I. Joe: Відплата) — американський фантастичний бойовик режисера Джона М. Чу, що вийшов у березні 2013 року. Картина є продовженням фільму «G.I. Joe: Атака Кобри».
Продюсуванням картини зайнялися Лоренцо ді Бонавентура і Браян Ґолднер, сценарій створено Реттом Різом і Полом Верником. В Україні прем'єра фільму відбулась 28 березня 2013 року.

## Сюжет
| За наказом Зартана, що прийняв подобу президента США, на захист уряду стає спецпідрозділ Кобра, а загін G.I. Joe, що виконував раніше ці обов'язки, ліквідовується. Члени G.I. Joe, що вижили, об'єднуються, щоб завдати удару у відповідь. |

## У ролях
| Актор           | Персонаж                                                           |
| --------------- | ------------------------------------------------------------------ |
| Брюс Вілліс     | генерал Джозеф Колтон (англ. General Joseph Colton)                |
| Двейн Джонсон   | Дорожнє Загородження (англ. Roadblock)                             |
| Ченнінг Татум   | Герцог (англ. Duke)                                                |
| Арнольд Вослу   | Зартан (англ. Zartan)                                              |
| Лі Бьон Хон     | Тінь Бурі (англ. Storm Shadow)                                     |
| Рей Парк        | Зміїні Очі (англ. Snake Eyes)                                      |
| Едріанн Палікі  | Леді Джей (англ. Lady Jaye)                                        |
| Елоді Юнг       | Нещастя (англ. Jinx)                                               |
| Джонатан Прайс  | Президент Сполучених Штатів (англ. President of the United States) |
| Рей Стівенсон   | Світляк (англ. Firefly)                                            |
| Д. Дж. Конторна | Кремінь (англ. Flint)                                              |
| Люк Брейсі      | Кобра командер (англ. Cobra Commander)                             |
| Волтон Гоггінс  | Найджел Джеймс (англ. Nigel James)                                 |
| Джозеф Маццелло | Морріс Сандерсон / Маус (англ. Morris L. Sanderson / Mouse)        |
| RZA             | Сліпий Майстер (англ. Blind Master)                                |

## Сприйняття

### Критика
Станом на 26 березня 2013 року рейтинг очікування фільму на сайті Rotten Tomatoes становив 96 % із 56,772 голосів, на сайті Kino-teatr.ua — 89 % (18 голосів), на сайті Кінострічка.com — 82 % (39 голосів).
Фільм отримав загалом змішані відгуки: Rotten Tomatoes дав оцінку 28 % на основі 160 відгуків від критиків (середня оцінка 4,5/10) і 50 % від глядачів із середньою оцінкою 3,3/5 (189,591 голос), Internet Movie Database — 5,9/10 (98 077 голосів), Metacritic — 41/100 (31 відгук критиків) і 5,4/10 від глядачів (231 голос).

### Касові збори
Під час показу у США, що стартував 28 березня 2013 року, протягом першого тижня фільм був показаний у 3,719 кінотеатрах і зібрав $40,501,814, що на той час дозволило йому зайняти 1 місце серед усіх прем'єр. Показ протривав 113 днів (16,1 тижня) і зібрав у прокаті у США 122,523,060 $, а у світі — 253,217,645 $, тобто 375,740,705 $ загалом при бюджеті $130 млн.
Під час показу в Україні, що стартував 28 березня 2013 року, протягом першого тижня фільм був показаний у 135 кінотеатрах і зібрав $664,545, що на той час дозволило йому зайняти 1 місце серед усіх прем'єр. Показ стрічки протривав 8 тижнів і завершився 19 травня 2013 року. За цей час стрічка зібрала 1,339,438 $. Із цим показником стрічка зайняла 29 місце у кінопрокаті за касовими зборами в Україні.

### Нагороди і номінації[9]
| Рік  | Нагорода              | Категорія                    | Номінант                        | Результат |
| ---- | --------------------- | ---------------------------- | ------------------------------- | --------- |
| 2012 | Golden Trailer Awards | Найкращий бойовик            | Paramount Pictures and AV Squad | Номінація |
| 2012 | Golden Trailer Awards | Трейлер-блокбастер літа 2012 | Paramount Pictures and AV Squad | Номінація |

## Відео
- G.I. Joe: Атака Кобри 2 3D. Трейлер 1 [Архівовано 6 грудня 2015 у Wayback Machine.] від B&H Film Distribution Company
- G.I. Joe: Атака Кобри 2. Український трейлер № 2 (2013)
- G.I. Joe: Атака Кобри 2. Український трейлер № 3 (2013) [Архівовано 12 грудня 2015 у Wayback Machine.]
- G.I. Joe: Атака Кобри 2. Український трейлер № 4 (2013) [Архівовано 9 жовтня 2016 у Wayback Machine.]